# Brutus2D
Brutus2D är en mjukvara med vars hjälp det är möjligt att skapa 2D-spel. Mjukvaran är utvecklad med Visual Basic, VBScript och DirectX, och finns till Windows.